# Kadetnica Maribor
Kadetnica Maribor je vojaški objekt Slovenske vojske v Mariboru, ki je bil zgrajen v letih 1850–1852.

## Zgodovina
Od njene ustanovitve do danes je v poslopju delovalo več ustanov:
- kadetnica (»Kadettenschule«) (1856–1870),
- vojašnica (1870–1878),
- rezervna vojaška bolnišnica (1878),
- vojašnica (1878–1894),
- kadetnica (1894–1913),
- realka (1913–1921),
- tehnična častniška šola, inženirska podčastniška šola (1921–1937),
- šola za rezervne pehotne častnike in častniški klub (1937–1941),
- podčastniška šola 18. vojaškega okrožja Wehrmachta (1941–1945),
- vojaški objekt JLA (1945–1991),
- Poveljstvo za doktrino, razvoj, izobraževanje in usposabljanje Slovenske vojske (2004–2013),
- Center vojaških šol Slovenske vojske.

Na začetku delovanja Kadetnice je bil njen prvi poveljnik stotnik Carl v. Rothauscher.
Na predlog generala Rudolfa Maistra je Narodni svet v Ljubljani imenoval za poveljnika kadetnice v letu 1918 podpolkovnika Davorina Žunkoviča.

## Slovenska vojska
Leta 2000 sta Ministrstvo za obrambo Republike Slovenije in Slovenska vojska pričela z obnovo zgradbe. Slednja je bila zaključena oktobra 2008, okolica objekta pa pomladi 2011.
Januarja 2009 so se v objekt vselili:
- Poveljstvo za doktrino, razvoj, izobraževanje in usposabljanje,
- Center za doktrino in razvoj,
- Šola za častnike,
- Poveljniško-štabna šola,
- Knjižnično-informacijski center,
- Vojaški muzej.

Prvi uradno imenovani poveljnik obnovljenega Vojaškega objekta Kadetnica v Slovenski vojski je bil brigadir mag. Bojan Pograjc.